# El Malah
El Malah är en ort i Algeriet.   Den ligger i provinsen Aïn Témouchent, i den norra delen av landet, 400 km väster om huvudstaden Alger. El Malah ligger 84 meter över havet och antalet invånare är 19 415.
Terrängen runt El Malah är platt västerut, men österut är den kuperad. Runt El Malah är det ganska tätbefolkat, med 134 invånare per kvadratkilometer. Närmaste större samhälle är Aïn Témouchent, 11,3 km söder om El Malah. Trakten runt El Malah består till största delen av jordbruksmark.